# Hilda Petrie
Hilda Mary Isabel Petrie (Dublín, 8 de juny de 1871– Londres, 23 de novembre de 1956), nascuda Hilda Mary Isabel Urlin, fou una egiptòloga irlandesa. Es casà amb l'anglès Flinders Petrie, pare de l'arqueologia científica. Després d'estudiar geologia, fou contractada per Flinders Petrie als 25 anys com a dibuixant. Una volta casats, mantingueren una aliança de treball que durà tota la seua vida. Hilda i Petrie van viatjar a Egipte, i més tard a Palestina: localitzaren i excavaren molts jaciments. Hilda dirigí algunes excavacions i treballà en condicions sovint difícils i perilloses, copiant jeroglífics i fent plànols de les tombes. El treball seria registrat en informes per l'Egypt Exploration Society.
Quan Flinders Petrie funda al 1905 a Londres l'Escola Britànica d'Arqueologia a Egipte, Hilda hi treballa com a secretària seua, a més d'encarregar-se de recaptar fons per garantir suport per a l'Escola i les seues excavacions. Hilda participà en excavacions arqueològiques i estudis en comú amb Petrie, tret dels anys en què nasqueren els seus dos fills i mentre foren menuts. Els seus treballs es publicaren, i feu conferències públiques a Londres i altres llocs.

## Educació i vida familiar
Hilda Mary Isabel Urlin nasqué a Dublín al 1871; era la menor de les cinc filles d'un matrimoni anglés resident a Irlanda: Richard Denny Urlin i Mary Elizabeth Addis. Quan Hilda tenia quatre anys la família torna a Londres i ella fou educada per una institutriu juntament amb altres nens de la seua edat.
Passats uns anys, realitzava sovint excursions amb bicicleta amb la seua amiga Beatrice Orme. Juntes exploraven el camp i visitaven esglésies antigues, de les quals feien dibuixos. Una altra de les seues amigues de la infantesa fou Philippa Fawcett, la mare de la qual -Millicent Fawcett- fou una de les líders del moviment sufragista. Philippa més tard estudià matemàtiques a Cambridge i fou la primera dona a aconseguir la puntuació exigida per ser Senior Wrangler.
Hilda preferia la vida al camp i inicialment li desagradà Londres, si bé en fer-se major gaudí de les visites a museus i galeries d'art. Durant l'adolescència posà per al pintor Henry Holiday a Hampstead. Estudià en el King's College for Women, on cursà geologia amb el professor Seeley i feien excursions, equipats amb una llibreta i un martell. També feu cursos de dibuix, en els quals destacà el seu considerable talent.
Als 25 anys Henry Holiday li presentà el professor d'egiptologia Flinders Petrie de l'University College London, que buscava algú amb habilitat per al dibuix, que Hilda ja posseïa. Aquesta col·laboració els dugué al matrimoni el 26 de novembre de 1896. L'endemà de les noces la parella se n'anà a Egipte.
Hilda i Flinders tingueren dos fills: John (1907–1972) i Ann (1909–1989), i visqueren a Hampstead, on una placa blava de l'English Heritage, col·locada al núm. 5 de Cannon Place, recorda la casa on vivien. El seu fill fou el matemàtic John Flinders Petrie. Hilda va morir al 1957.

## Carrera arqueològica

### Egipte
Hilda arribà a Egipte per primera vegada el 25 de novembre de 1896, i tornà a les excavacions cada any, tret de quan els fills eren menuts. Després d'uns dies al Caire, incloent una visita a Gizha, Hilda i Flinders viatjaren a l'Alt Egipte, en una expedició per excavar en nom de l'Egypt Exploration Fund., a l'àrea del cementeri situat rere del temple de Dendera, a 70 km al nord de Luxor.
Durant aquesta expedició, Hilda treballà en els pous profunds de les tombes excavades, baixant per una escala de corda per copiar les escenes i les inscripcions subterrànies. Un dels sarcòfags tenia gravats prop de 20.000 jeroglífics, i Hilda passà uns dies tombada al sòl per copiar-los. El seu treball incloïa també dibuixar els perfils de recipients, grans, escarabeus i altres petites troballes, així com escriure el diari que setmanalment enviaven per informar al Comité, i realitzar, juntament amb Flinders Petrie, els informes d'excavació. Dels afers domèstics de l'expedició, s'ocupava Flinders Petrie com venia fent des de feia molts anys, amb els excavadors alimentant-se a força de menjar enllaunat i galetes de vaixell.
Al 1898, durant l'excavació de les necròpolis d'Abadiyeh i Diòspolis Parva, Hilda ajudà a inspeccionar els jaciments. Emprà la ceràmica de Naqada per a identificar la forma de pots, pissarres i sílex i, una vegada Flinders la'n reconeixia, Hilda relacionava cada objecte amb la tomba en què s'havia trobat. El seu treball fou reconegut per Flinders Petrie en la introducció a l'Informe d'Excavació d'aquell any: "La meua dona estigué amb mi tot el temps, ajudant en la inspecció, la catalogació i l'etiquetatge dels objectes, i també dibuixant tots els plànols de tombes publicats". El seu treball al jaciment continuà al 1898 i 1899, i Hilda no sols dibuixà quasi totes les decoracions ceràmiques i restaurà els plats, també registrava la ceràmica, i numerava els esquelets. Tots dos Petries hi realitzaren un projecte de gran envergadura.
A l'hivern del 1902, durant la darrera campanya a Abidos, Hilda dirigí la seua excavació. L'equip estava format per Margaret Murray, i Miss Hansard, una gran dibuixant com Hilda. Feu una tasca difícil i perillosa, després de la troballa l'any anterior del que semblava ser l'entrada a una enorme tomba subterrània rere el temple de Seti I. L'excavació estava en constant perill d'enfonsar-se i, quan el vent bufava, l'arena solta i els blocs de pedra posaven en perill l'equip; finalment abandonaren el treball. L'informe d'aquell any recull així les contribucions d'Hilda Petrie:
“La meua dona estigué constantment ocupada a dibuixar el material; especialment en la tediosa reproducció de gairebé 400 sílexs, i les còpies exactes de les inscripcions”.
Al 1904, Hilda Petrie treballà a Ehnasya, Heracleòpoli Magna, estudiant la meitat de la ceràmica, i visitant Buto. L'any següent romangué a Saqqara per copiar els relleus d'algunes tombes de l'Imperi antic, com Margaret Murray havia fet un any abans. Des de Saqqara s'uní a Flinders Petrie i Lina Eckenstein, que treballaven a Sarabit al-Khadim, en l'excavació d'un temple situat al cim d'un turó, on hi havia moltes inscripcions en estàtues, esteles i pedra. Algunes presentaven una escriptura desconeguda fins llavors, que denominaren sinaítica, i el seu treball com a copista fou molt valorat. Hilda i l'erudita Lina Eckenstein, de 48 anys, feren un viatge pel Sinaí acompanyades per un guia. Eckenstein escriuria després alguns llibres sobre la seua experiència al desert.

### Treball en la British School of Archaeology in Egypt
Quan Flinders Petrie funda la British School of Archaeology in Egypt (Londres,1905), Hilda hi treballà com a secretària per recaptar fons i aconseguir nous subscriptors, i durant aquest temps nasqueren els seus fills. Se centrà a donar a conéixer el treball de Flinders Petrie; en supervisà la publicació i feu conferències a Londres i en altres llocs.

### De nou a Egipte
Hilda viatjà de nou a Egipte el gener de 1913, per reunir-se amb Flinders Petrie a Kafr Ammar. Havien aparegut, als afores de Riqqeh, tres tombes pintades de la XII dinastia, i calia registrar-les. Hilda publicà un capítol en l'informe final sobre les tombes. S'hi inclogueren els plànols i les còpies de pintures murals i de taüts que Hilda realitzà.

### Durant la Primera Guerra mundial
Quan esclatà la guerra el 1914, Hilda se centrà en algunes organitzacions de dones, entre aquestes la Scottish Women's Hospitals for Foreign Service, i com a secretària honorífica, aprofità la seua habilitat com a recaptadora de fons. L'organisme prestà serveis hospitalaris a la divisió sèrbia de l'exèrcit rus, i Hilda rebria més tard la condecoració de l'Orde de Sant Sava. En aquest temps, els Petrie també estudiaren les figures prehistòriques tallades en els Downland d'algeps del Regne Unit.
Al 1919 Hilda i Flinders reprengueren les excavacions a Egipte, i en la campanya de 1921, Hilda excavà una ermita copta als turons occidentals d'Abidos. Els seus plànols i dibuixos de la cova es publicaren en l'informe d'excavació d'aquell any, amb la descripció de la cova i les decoracions pintades.

### Excavacions als voltants de Palestina i Jerusalem
El centre d'interés de les excavacions d'Hilda i Flinders es dirigiren al 1926 cap a les fortaleses de frontera de Palestina, a causa de les restriccions imposades a l'excavació de cossos a Egipte i a l'exportació d'antiguitats, després de la troballa de la tomba de Tutankhamon al 1922. Hilda arribà a Gaza el 26 de novembre de 1926, on supervisà, registrà i pagà als treballadors de l'excavació. La major part dels tres anys següents els passà a Anglaterra, buscant finançament per a les recerques. Els seus seguidors, però, no tenien el mateix interés per Palestina que el que havien mostrat per les activitats a Egipte.
La darrera campanya d'excavacions a Gaza fou al 1931, en l'enorme monticle de Tell el Ajull. Les tensions, però, en les excavacions feren que el treball es paralitzés.
El 1933 Hilda i Flinders es traslladen a Jerusalem on excaven durant dues campanyes, entre 1935 i 1937, el monticle de Sheikh Zoweyd, on hi havia una fortalesa de frontera entre Egipte i Àsia. Una excavació prevista per 1939 se suspengué quan uns bandits saquejaren el seu campament.

### A partir de la Segona Guerra mundial: edició i publicacions finals
Flinders Petrie va morir el 29 de juliol de 1942, i Hilda passà la resta de la guerra en l'American School of Palestine mentre editava els seus treballs, que havia decidit enviar a la nova biblioteca del Departament d'Antiguitats a Khartum.
Al 1947 Hilda torna a Hampstead, Anglaterra, on acaba les memòries d'excavació per a la British School i pot per fi publicar, al 1952, els relleus de la tomba que havia copiat al 1905 a Saqqara, abans de la seua mort, al 1957.

## Obres publicades
- Egyptian Hieroglyphs of the first and second dynasties, dibuixos de Hilda Petrie, Quaritch, Londres, 1927.
- Seven Memphite tomb chapels, Inscripcions de Margaret Un[lice] Murray. Dibuixos de F. Hansard, F. Kingsford, i L. Eckenstein. Dibuixos i plànols per H. F. Petrie, British School of Egyptian Archaeology and Quaritch, London, 1952.